# Bristol
Bristol (AFI: /bɹɪstəl/; in gallese Bryste) è una città, contea cerimoniale e autorità unitaria del Regno Unito; sorge nella regione sud-occidentale dell'Inghilterra, sulla sponda meridionale dell'estuario del sistema fluviale Avon-Severn che la divide da Cardiff, in Galles.
Con una popolazione stimata di 425232 abitanti e un agglomerato di circa 902877, è il sesto centro più popoloso d'Inghilterra e ottavo del Regno Unito.

## Geografia fisica
Bristol è situata nel sud-ovest dell'Inghilterra. Non è un territorio in senso politico ma piuttosto una città all'interno della contea cerimoniale di Bristol. Tuttavia, Bristol ha un proprio governo locale ed è considerata un'unità amministrativa separata all'interno della regione più ampia. È anche storicamente significativo e ha un'identità culturale distinta.

### Clima
| Bristol             | Mesi | Mesi | Mesi | Mesi | Mesi | Mesi | Mesi | Mesi | Mesi | Mesi | Mesi | Mesi | Stagioni | Stagioni | Stagioni | Stagioni | Anno |
| Bristol             | Gen  | Feb  | Mar  | Apr  | Mag  | Giu  | Lug  | Ago  | Set  | Ott  | Nov  | Dic  | Inv      | Pri      | Est      | Aut      | Anno |
| ------------------- | ---- | ---- | ---- | ---- | ---- | ---- | ---- | ---- | ---- | ---- | ---- | ---- | -------- | -------- | -------- | -------- | ---- |
| T. max. media (°C)  | 6,6  | 7,0  | 9,4  | 12,5 | 15,9 | 19,2 | 21,0 | 20,4 | 17,5 | 13,7 | 9,6  | 7,5  | 7,0      | 12,6     | 20,2     | 13,6     | 13,4 |
| T. min. media (°C)  | 1,2  | 1,3  | 2,5  | 4,7  | 7,6  | 10,7 | 12,4 | 12,0 | 9,9  | 7,0  | 3,7  | 2,0  | 1,5      | 4,9      | 11,7     | 6,9      | 6,3  |
| Precipitazioni (mm) | 83   | 57   | 62   | 52   | 59   | 60   | 57   | 69   | 77   | 75   | 81   | 87   | 227      | 173      | 186      | 233      | 819  |

## Storia
La città di Brycgstow, nome che nella lingua inglese antica significherebbe Piazza sul Ponte, esisteva fin dagli inizi dell'XI secolo e, sotto il governo normanno, vi fu costruito uno dei più potenti castelli del sud dell'Inghilterra.
Nel XII secolo Bristol diventò un porto importante, poiché di lì passava la maggior parte del traffico per l'Irlanda.
Nel 1247 fu costruito un nuovo ponte e la città si estese, assorbendo i sobborghi. In tale periodo, Bristol divenne anche un importante centro manifatturiero e di costruzione di navi.
Nel 1497 la città fu il punto di partenza del viaggio esplorativo di Giovanni Caboto verso l'America del Nord.
Nel XVII secolo, grazie allo sviluppo delle colonie britanniche in America del Nord, si ebbe un'ulteriore crescita della città e una veloce espansione dei commerci, tra cui quello degli schiavi.
Bristol fu in concorrenza con Liverpool per quanto riguarda le industrie tessili, a partire dal 1760.
Con la guerra contro la Francia di Napoleone (in particolare con il famoso blocco continentale) e l'abolizione del trasporto degli schiavi nel 1807, lo sviluppo dell'attività portuale di Bristol ebbe un forte declino. Le industrie cittadine si ripresero dopo la fine della guerra tra francesi e inglesi e la popolazione crebbe in maniera esponenziale per tutto l'Ottocento.
Durante la seconda guerra mondiale, Bristol subì pesanti bombardamenti.

### I collegamenti con gli Stati Uniti ed il Canada: la Bristol City Line
La Bristol City Line era un ente cittadino che si incaricava di dirigere e costruire il naviglio per i collegamenti tra il porto di Bristol e numerose città costiere degli Stati Uniti e del Canada. I collegamenti furono attivi dal 1704 al 1974.
Tra le tratte più famose si ricorda la Bristol-New York.
Durante la prima guerra mondiale, il 19 agosto 1915, il sottomarino tedesco U-24 colpì ed affondò la nave in transito SS New York City, costruita nel 1907, a circa quaranta miglia dalla costa irlandese.
Il servizio di trasporto transatlantico, nato inizialmente verso gli Stati Uniti, si allargò poi anche al Canada nel 1958.
Nel 1970 si registrò la prima traversata di una porta container della compagnia.

## Architetture

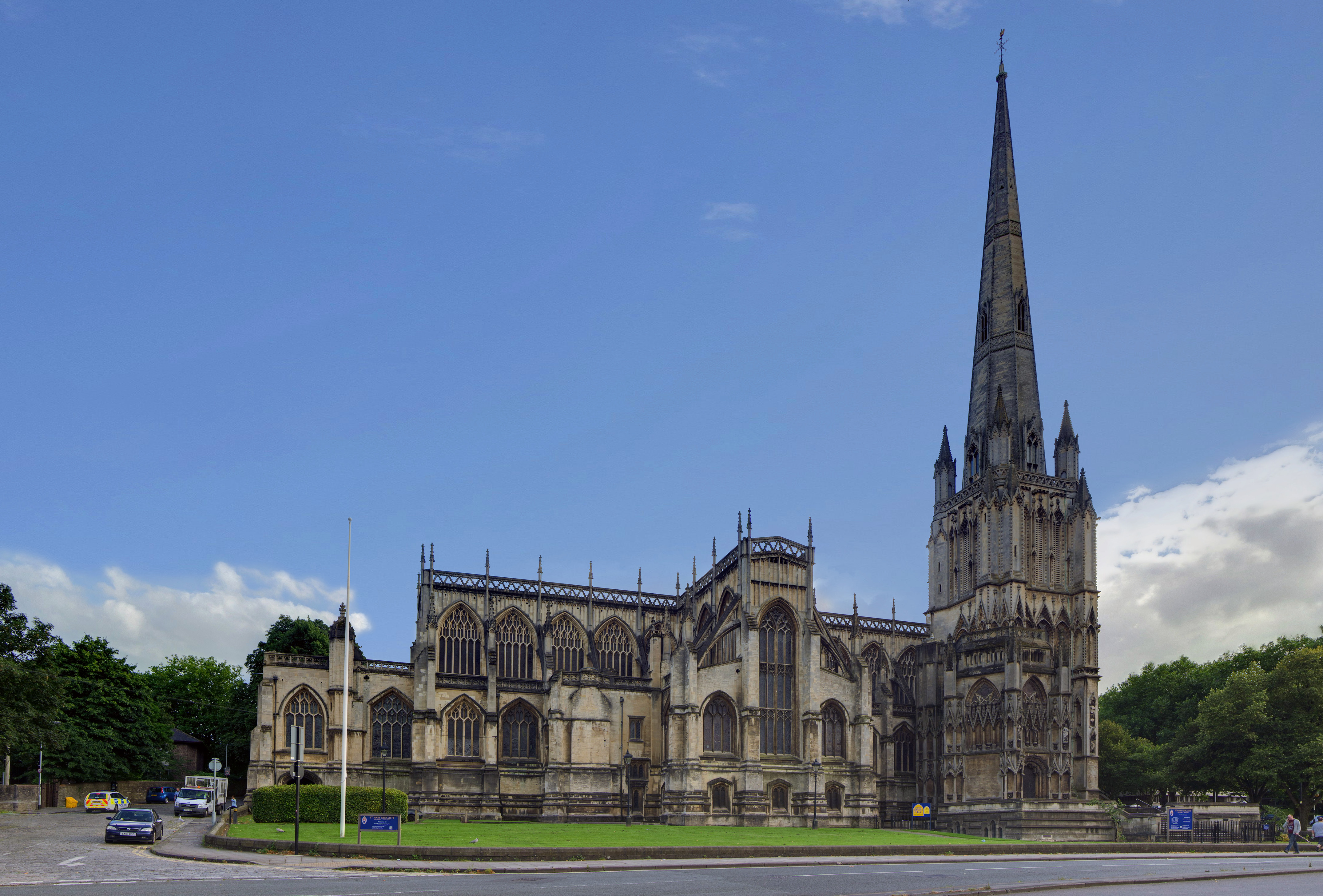
St. Mary Redcliffe

La chiesa di St. Mary Redcliffe è un edificio risalente al XII secolo e considerato edificio storico della Historic England.

## Economia
Bristol è uno dei centri principali della produzione del cartone, centro di spicco per carta e cartoncini di alta qualità: dalla città prende nome il famoso cartoncino Bristol di media rigidità, utilizzato per découpage e lavori artigianali. Questi prodotti vengono esportati in tutta Europa.

## Musica
Bristol è una delle città inglesi musicalmente più attive; ha tradizione in diversi generi, tra cui reggae, dubstep, drum and bass e soprattutto trip hop, genere originario proprio di Bristol. Il celebre gruppo musicale Massive Attack è nativo della città, così come i Portishead, i Tricky e gli Idles.

## Street Art

Well Hung Lover, una delle tante opere d'arte di Banksy in città

Bristol è molta nota per essere la città di nascita e studio dello street artist Banksy, uno tra i principali interpreti contemporanei dello stencil graffiti, con molte opere e tag sparsi per la città. Oltre alle opere di Banksy, si possono trovare opere di altri artisti famosi come Nick Walker, considerato il vero padre dello stencil nella città inglese.

## Media
A Bristol si trova la sede degli Aardman Studios, studio di animazione che ha prodotto, tra gli altri, Wallace e Gromit.
La città ha due giornali, il Western Daily Press e il Bristol Post.

## Istruzione
La città di Bristol ha due università, l'Università di Bristol, situata nel cuore della città, che gode di un'ottima reputazione, e la UWE, University of the West of England.

## Infrastrutture e trasporti
- La città è servita dall'Aeroporto Internazionale di Bristol.
- L'autostrada M5 e l'autostrada M4 passano accanto alla città.
- Nella città è presente la stazione ferroviaria di Bristol Temple Meads.

## Quartieri

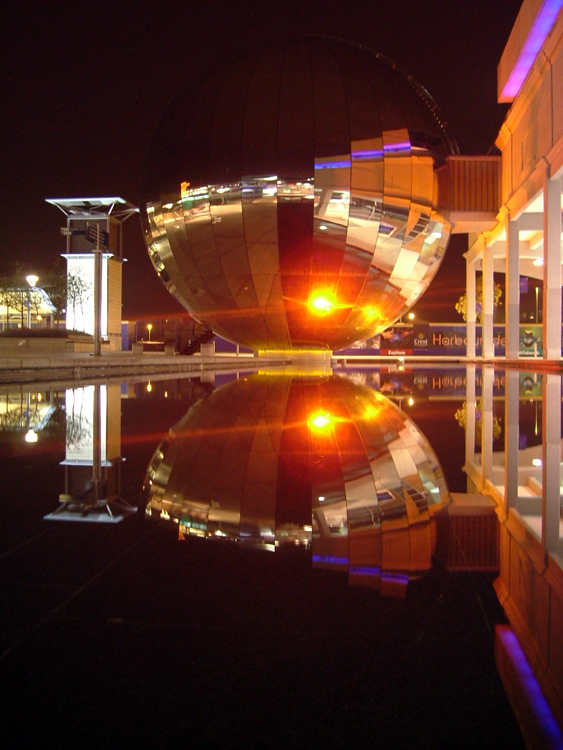
La Millennium Square di notte

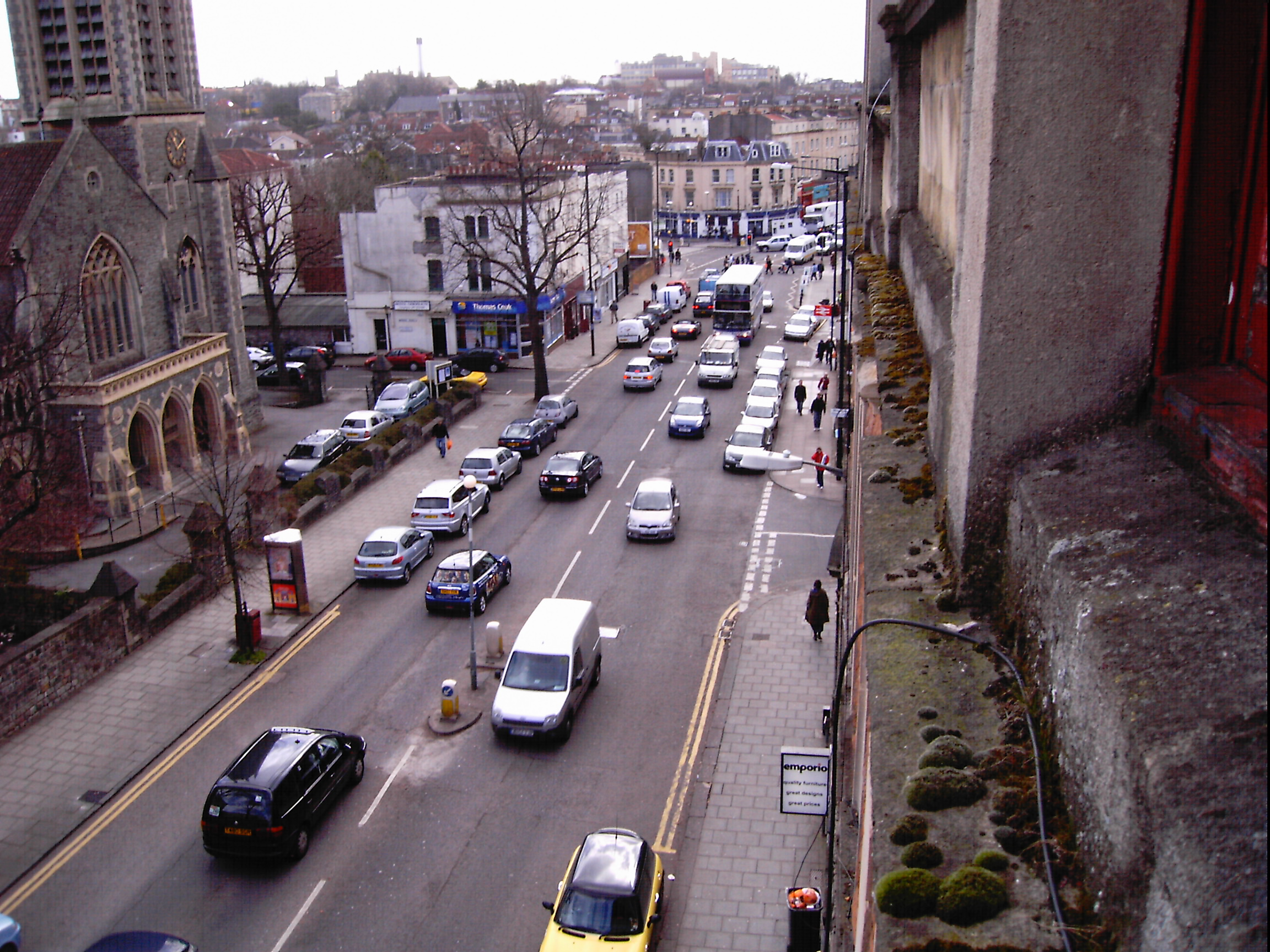
Whiteladies Road a Clifton

I quartieri della città sono:
- Ashley
- Avonmouth
- Bedminster
- Bishopston
- Bishopsworth
- Brislington East
- Brislington West
- Cabot
- Clifton
- Clifton East
- Cotham
- Easton
- Eastville
- Fllwood
- Frome Vale
- Hartcliffe
- Henbury
- Hengrove
- Henleaze
- Hillfields
- Horfield
- Kingsweston
- Knowle
- Lawrence Hill
- Lockleaze
- Redland
- Southmead
- Southville
- St George East
- St George West
- Stockwood
- Stoke Bishop
- Stokes Croft
- Westbury on Trym
- Whitchurch Park
- Windmill Hill

## Amministrazione

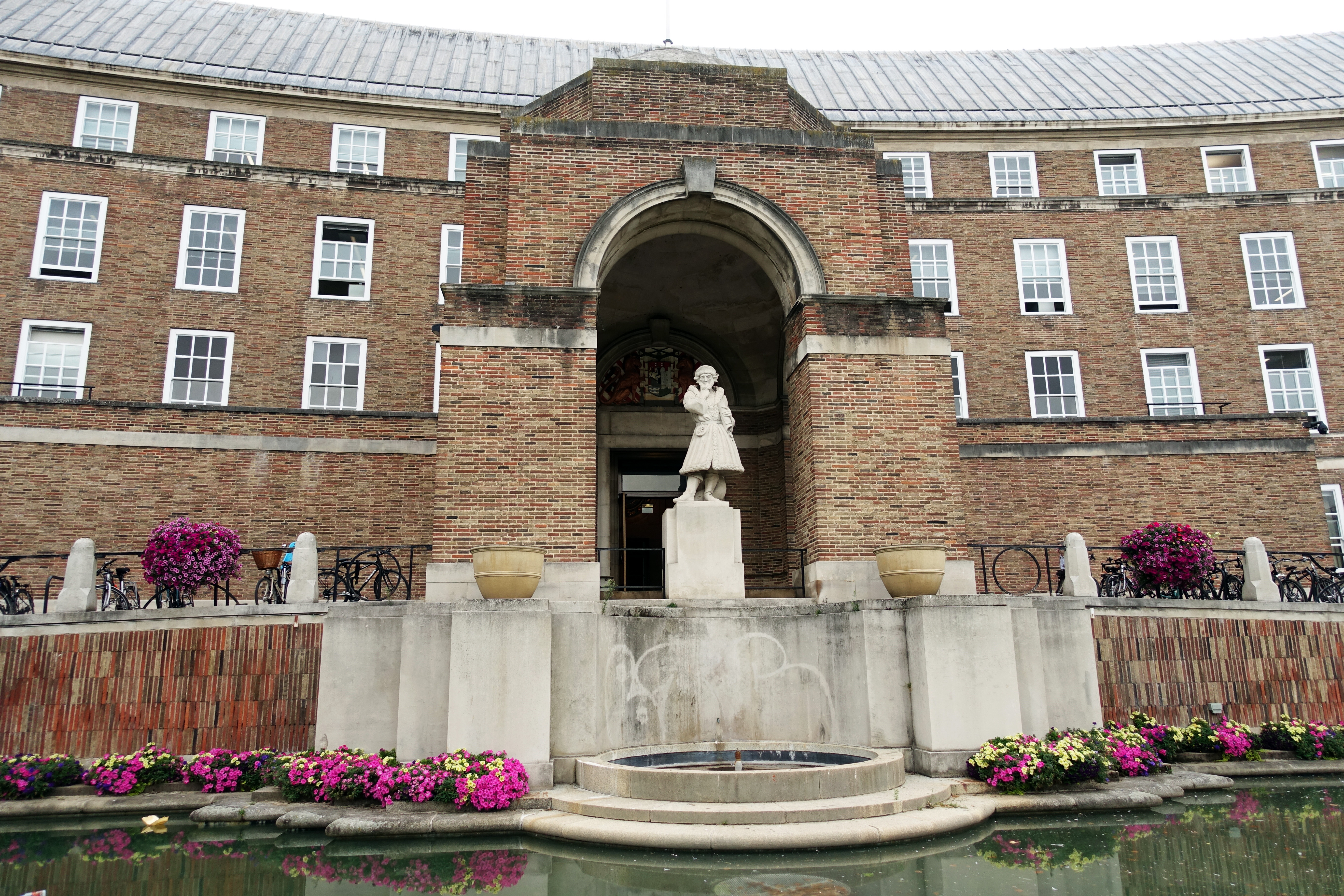
Bristol City Hall

Bristol è l'unica città dell'Inghilterra a fare contea a sé, e quindi non ha ulteriori suddivisioni.
Dal 2012 ha un sindaco eletto direttamente dai cittadini (Mayor of Bristol), che non va confuso col "Signor sindaco" (Lord Mayor), che è il vecchio ufficio sindacale nominato annualmente dal consiglio comunale che lui poi preside con funzioni di pura rappresentanza, e che è comunque ancora esistente.

### Sindaci di Bristol
- 2012-2016: George Ferguson (Lista civica)
- 2016-2020: Marvin Rees (Laburisti)
- 2021-2025: Marvin Rees (Laburisti)

### Gemellaggi
Bristol è gemellata con:
- Bordeaux, dal 1947
- Beira, dal 1990
- Canton, dal 2001
- Hannover, dal 1947
- Puerto Morazan, dal 1989
- Porto, dal 1984
- Tbilisi, dal 1988[6]

## Sport
- Bristol Rugby, squadra di rugby a 15
- Bristol Rovers, squadra di calcio
- Bristol City F.C., squadra di calcio